# Czwarty rząd Marka Ruttego
Czwarty rząd Marka Ruttego (niderl. Kabinet-Rutte IV) – rząd Holandii funkcjonujący od 10 stycznia 2022 do 2 lipca 2024.
Gabinet powstał po wyborach z 15–17 marca 2021. Został utworzony przez koalicję Partii Ludowej na rzecz Wolności i Demokracji (VVD), Demokratów 66 (D66), Apelu Chrześcijańsko-Demokratycznego (CDA) i Unii Chrześcijańskiej (CU). Zastąpił trzeci rząd dotychczasowego premiera.
Poprzedni gabinet lidera VVD Marka Ruttego powstał ponad 7 miesięcy po wyborach z 2017 i był tworzony przez te same ugrupowania. W wyborach w 2021 dotąd współrządzące partie utrzymały większość w Tweede Kamer. Negocjacje nad utworzeniem nowej koalicji trwały jednak jeszcze dłużej niż po poprzednich wyborach, m.in. z uwagi na rozbieżności między VVD a D66 co do wyboru mających ją tworzyć ugrupowań. Pojawiły się też kontrowersje związane z treścią notatek z rozmów koalicyjnych, utrwalonych na zdjęciu zrobionym jednej z negocjatorek. W dokumencie tym nazwisko chadeckiego posła Pietera Omtzigta, znanego z udziału w ujawnieniu tzw. afery zasiłkowej, która przyczyniła się do dymisji poprzedniego rządu, pojawiło się obok słów „stanowisko gdzie indziej”.
Ostatecznie po kilku miesiącach VVD, D66, CDA i CU zgodziły się na rozmowy o odnowieniu koalicji. 13 grudnia 2021, prawie 9 miesięcy po wyborach, ogłoszono dojście do porozumienia, które po zatwierdzeniu formalnie przedstawiono dwa dni później. Na początku stycznia 2022 ogłoszono strukturę nowego rządu Marka Ruttego i jego proponowany skład.
Gabinet został zaprzysiężony i rozpoczął urzędowanie 10 stycznia 2022. Koalicja rozpadła się w związku z niemożnością uzyskania porozumienia co do polityki azylowej; 7 lipca 2023 premier ogłosił dymisję gabinetu. Skutkowało to zarządzeniem na 22 listopada 2023 przedterminowych wyborów parlamentarnych. Zakończyły się one zwycięstwem prawicowej i nacjonalistycznej PVV Geerta Wildersa, która uzyskała 37 mandatów w Tweede Kamer.
Gabinet Marka Ruttego urzędował jeszcze przez ponad 7 miesięcy. 2 lipca 2024 został zastąpiony przez rząd Dicka Schoofa.

## Skład rządu

### Ministrowie
- premier: Mark Rutte (VVD)
- wicepremier: Sigrid Kaag (D66, do 8 stycznia 2024), Rob Jetten (D66, od 12 stycznia 2024)
- wicepremier: Wopke Hoekstra (CDA, do 1 września 2023)
- wicepremier: Karien van Gennip (CDA, od 5 września 2023)[15]
- wicepremier, minister bez teki ds. przeciwdziałania ubóstwu, partycypacji i emerytur: Carola Schouten (CU)
- minister spraw zagranicznych: Wopke Hoekstra (CDA, do 1 września 2023)[16], Hanke Bruins Slot (CDA, od 5 września 2023)[15][17]
- minister finansów: Sigrid Kaag (D66, do 8 stycznia 2024), Steven van Weyenberg (D66, od 12 stycznia 2024)
- minister spraw społecznych i zatrudnienia: Karien van Gennip (CDA)
- minister spraw wewnętrznych: Hanke Bruins Slot (CDA, do 5 września 2023), Hugo de Jonge (CDA, od 5 września 2023)[15]
- minister sprawiedliwości: Dilan Yeşilgöz-Zegerius (VVD)
- minister spraw gospodarczych i klimatu: Micky Adriaansens (VVD)
- minister obrony: Kajsa Ollongren (D66)
- minister zdrowia, zabezpieczenia społecznego i sportu: Ernst Kuipers (D66, do 10 stycznia 2024), Conny Helder (VVD, od 10 stycznia 2024)
- minister edukacji, kultury i nauki: Robbert Dijkgraaf (D66)
- minister infrastruktury i gospodarki wodnej: Mark Harbers (VVD)
- minister rolnictwa, zasobów naturalnych i żywności: Henk Staghouwer (CU, do 6 września 2022)[18][19], Piet Adema (CU, od 3 października 2022)[20]
- minister bez teki ds. mieszkalnictwa i planowania przestrzennego: Hugo de Jonge (CDA)
- minister bez teki ds. handlu zagranicznego i współpracy rozwojowej: Liesje Schreinemacher (VVD, do 4 grudnia 2023), Geoffrey van Leeuwen (VVD, od 4 grudnia 2023 do 15 kwietnia 2024)[21][22], Liesje Schreinemacher (VVD, od 15 kwietnia 2024)[22]
- minister bez teki ds. ochrony prawnej: Franc Weerwind (D66)
- minister bez teki ds. klimatu i energii: Rob Jetten (D66)
- minister bez teki ds. długoterminowej opieki zdrowotnej i sportu: Conny Helder (VVD, do 2 lutego 2024)
- minister bez teki ds. opieki medycznej: Pia Dijkstra (D66, od 2 lutego 2024)
- minister bez teki ds. szkolnictwa podstawowego i średniego: Dennis Wiersma (VVD, do 22 czerwca 2023), Mariëlle Paul (VVD, od 21 lipca 2023)[23]
- minister bez teki ds. przyrody i azotu: Christianne van der Wal (VVD)

### Sekretarze stanu
- ds. wewnętrznych: Alexandra van Huffelen (D66)
- ds. finansów: Marnix van Rij (CDA), Aukje de Vries (VVD)
- ds. sprawiedliwości: Eric van der Burg (VVD, do października 2023), Christophe van der Maat (VVD, od października do listopada 2023), Eric van der Burg (VVD, od listopada 2023)
- ds. gospodarczych i klimatu: Hans Vijlbrief (D66)
- ds. obrony: Christophe van der Maat (VVD, do października 2023 i od listopada 2023)
- ds. zdrowia, zabezpieczenia społecznego i sportu: Maarten van Ooijen (CU)
- ds. edukacji, kultury i nauki: Gunay Uslu (D66, do grudnia 2023), Steven van Weyenberg (D66, od grudnia 2023 do stycznia 2024), Fleur Gräper (D66, od stycznia 2024)
- ds. infrastruktury i gospodarki wodnej: Vivianne Heijnen (CDA, do maja 2024)